# Réalmont

Réalmont este o comună în departamentul Tarn din sudul Franței. În 2009 avea o populație de 3.277 de locuitori.

## Evoluția populației
| An        | 1975  | 1982  | 1990  | 1999  | 2006  | 2009  |
| --------- | ----- | ----- | ----- | ----- | ----- | ----- |
| Populație | 2.618 | 2.538 | 2.631 | 2.850 | 3.179 | 3.277 |